# Strossmayeria alba
Strossmayeria alba är en svampart som först beskrevs av P. Crouan & H. Crouan, och fick sitt nu gällande namn av Iturr. & Korf 1990. Strossmayeria alba ingår i släktet Strossmayeria och familjen Helotiaceae.   Inga underarter finns listade i Catalogue of Life.